# Ast (Heraldik)
Ast bezeichnet in der Heraldik mal eine gemeine Figur und mal ein Heroldsbild.
Die gemeine Figur Ast ist leicht stilisiert. Im Wappenschild wird diese von einer sehr bekannten Baumart, wie beispielsweise Eiche, Linde, Birke oder von einem Nadelbaum dargestellt. Ein stärkerer Ast mit oder ohne stark vergrößerten Blättern in heraldischen Farben bildet die Wappenfigur. Für Wappentiere, wie Vögel, ist er im Wappen eine Sitzgelegenheit und das Tier wird als astend beschrieben.
Der Ast als Heroldsbild ist sehr stark stilisiert und erscheint in verschiedenen Kombinationen im Wappenschild. So sind bekannt der Astbalken, der Astpfahl, das Astkreuz und der Astschragen. Der Astschragen wird auch als Burgunderkreuz bezeichnet. Das Besondere an den Heroldsbildern ist der sehr streng stilisierte Ast mit den kurzen Ansätzen der Astverzweigungen. Die Seitenlinien von Pfahl und Balken, auch von den Kreuzen sind auf beiden Seiten wie mit stark stilisierten Aststummeln geschnitten. Auf den Seiten können sich die Ansätze in gleicher Höhe gegenüberliegen  oder versetzt sein.

## Beispiele

stilisierter Ast Landkreis Freudenstadt
stilisierter Ast Seewald
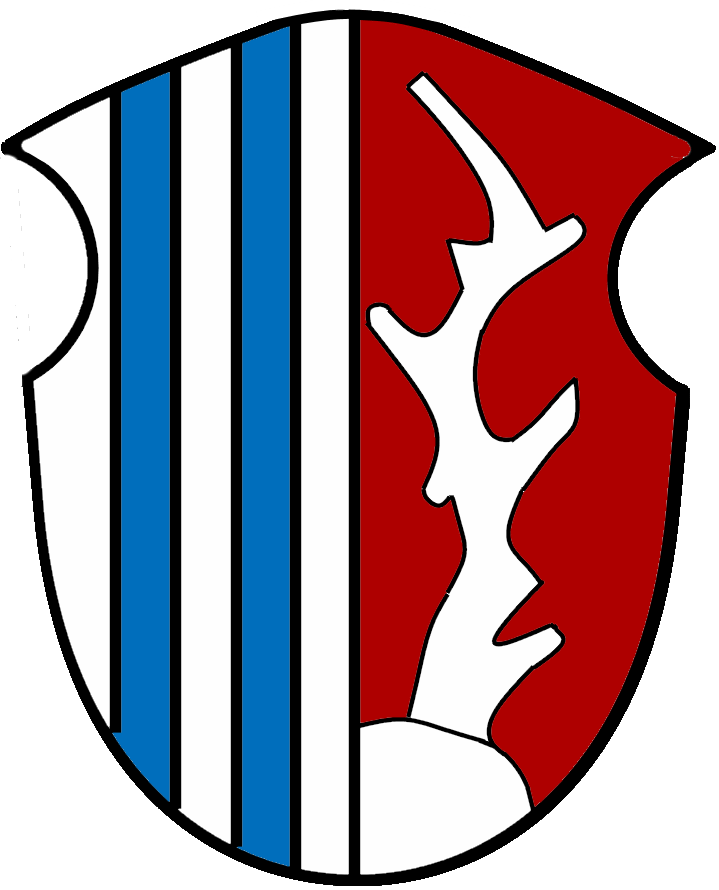
silberner Ast Astheim
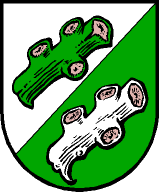
verwechselten Farben Hallwang
Astkreuz
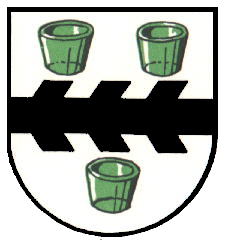
Astbalken Baiereck
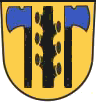
Astpfahl Hainrode
gestümmelter Ast Stockach